# Chrysina benesi
Chrysina benesi es una especie de escarabajo del género Chrysina, familia Scarabaeidae. Fue descrita científicamente por Pokorný & Curoe en 2012.
Habita en Guatemala.